# Vilar
|  | Per a altres significats, vegeu «Vilar (desambiguació)». |

Un vilar, durant l'edat mitjana, era una agrupació d'habitatges que acabaven formant un llogaret però amb un sistema de poblament semidispers. Comprenia, a més, una àrea d'influència en camps, horts, pastures o boscos que estiguessin lligats al poblament. Fou un tipus d'hàbitat fonamental durant el període medieval. En general, es pot definir com:
| «             | La paraula vilar defineix […] un tipus determinat d'hàbitat […] és un llogaret, un establiment humà format per poques famílies, de dues a tres a unes vuit o, com a màxim, unes deu o dotze. Generalment depenia d'un lloc més important […] on hi havia un parròquia | » |
| — Jordi Bolòs | |   |

Els vilars sorgiren com a subdivisió progressiva dels antics territoris de les vil·les romanes, les quals havien perdurat durant la tardoantiguitat, sorgint diferents nuclis de població nous. No obstant això, ambdues denominacions convisqueren un temps; dins d'una vil·la existien diversos vilars, i alguns d'ells podien acabar superant la vil·la en importància demogràficament.
Aquest tipus d'hàbitat va anar desapareixent progressivament a la Catalunya Vella fruit dels nous processos de poblament que es donen a partir de l'any 1000, principalment l'encastellament i l'ensagrerament, i molts vilars acaben reconvertits en pobles o en masos. Les vil·les també desapareixen després de l'any 1000 ran d'aquest fenomen. És possible que la feudalització provoqués la transformació de molts dels vilars; alguns acabaren convertits en quadres dirigides per la baixa noblesa.
El mas, com s'ha esmentat, fou l'hereu més directe del vilar, que en molts casos acabà substituint-lo, però també pogué donar-se la possibilitat que els masos nasquessin com subdivisions del vilar, emmarcat dins d'un procés paral·lel de desforestació i rompuda de terres, ampliant el terreny cultivable. Els masos suposaren la difusió d'un hàbitat ben dispers i tingueren una gran importància en l'ordenació agrària i territorial, alhora que eren la base de cobrament dels drets senyorials. Alhora, el mot vilar es mantingué amb una significació geogràfica i toponímica. S'afirma que, això no obstant, el sistema d'hàbitat semidispers dels vilars perdurà al llarg de tota l'edat mitjana (i en alguns casos fins a l'actualitat) als Pirineus.